# LGA 775
 (février 2021).
Si vous disposez d'ouvrages ou d'articles de référence ou si vous connaissez des sites web de qualité traitant du thème abordé ici, merci de compléter l'article en donnant les références utiles à sa vérifiabilité et en les liant à la section « Notes et références ».
Le socket 775 (aussi appelé socket LGA 775 ou socket T) est un socket destiné aux processeurs Intel. Le socket 775 est de type LGA : il n'est plus constitué de trous destinés à accueillir les pins du processeur, mais comporte des petits ressorts venant toucher des plots dorés situés sous le processeur. Ce nouveau type de contact électrique présente l'avantage pratique d'éviter les problèmes liés aux pins tordus sur les processeurs.
Le système de verrouillage mécanique du processeur, conçu pour ce nouveau type de socket, est également beaucoup plus efficace et fiable. On ne risque plus d'arracher le processeur, en retirant brusquement un refroidisseur collé sur le processeur par la graisse thermique, etc.
Le socket 775 est destiné aux processeurs Pentium 4, Pentium D, Core 2 Duo, Core 2 Quad, Core 2 Extreme, et Xeon série 3000.

## Chipsets
Les chipsets supportant le socket 775 sont les suivants :
- ATI Xpress Séries 1250 (RS600)
- Intel i915, i925
- Intel i945, i955
- Intel i965, i975
- Intel Intel 3 Series Chipsets
- Intel Intel 4 Series Chipsets
- nVidia nForce 7
- nVidia nForce 6
- nVidia nForce 5
- nVidia nForce 4
- VIA P Serie (PT & P4M)

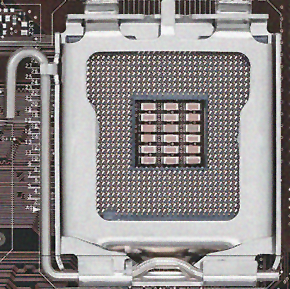
Sur une carte mère
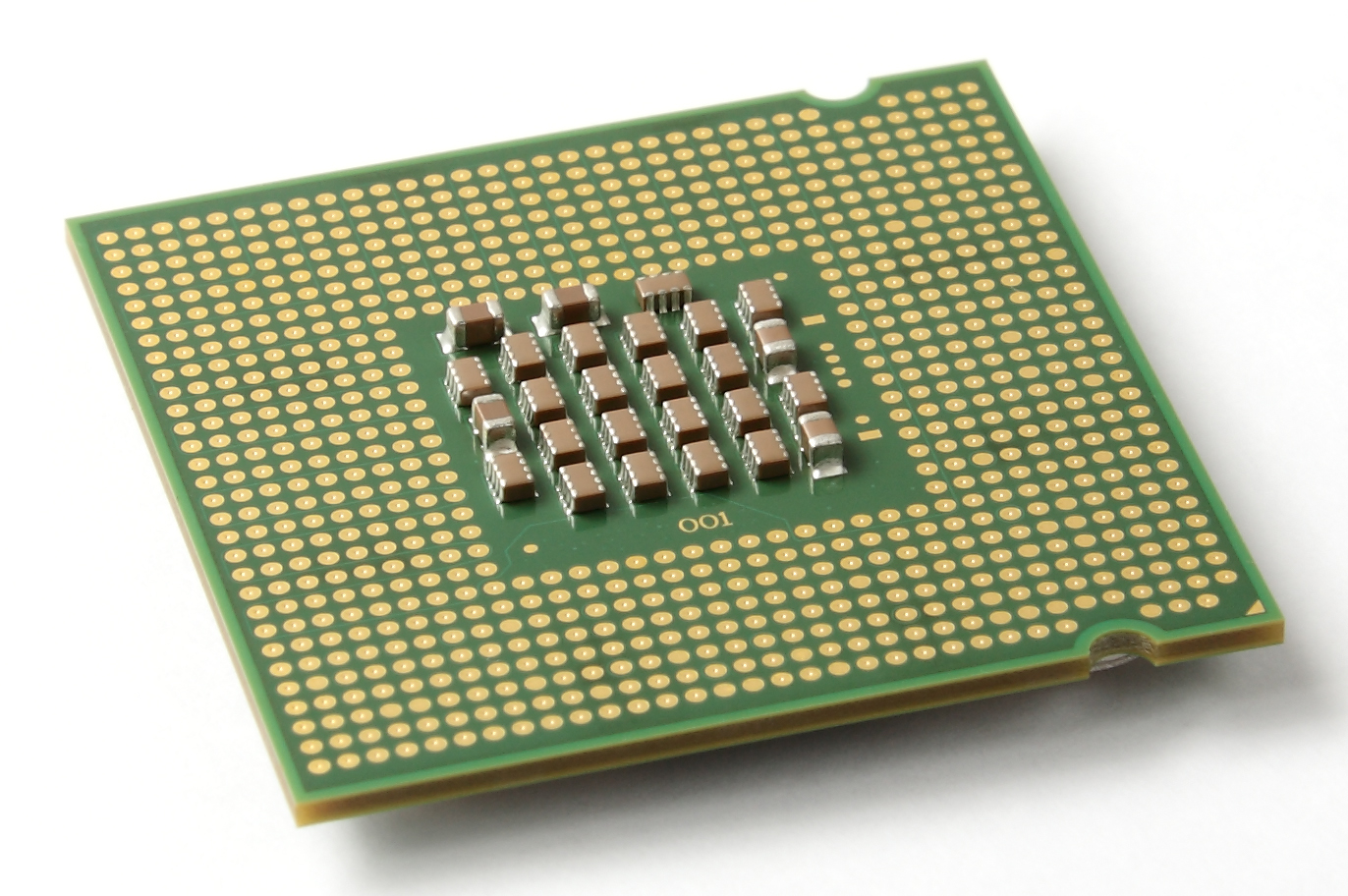
Sur un processeur Pentium 4 Prescott